# 鐵膽英雄
《鐵膽英雄》（英語：Super Hero）是香港亞洲電視的電視劇，全劇共30集。

## 故事簡介
公元一六六二年，滿清皇朝入主中原，從此高壓懷柔並施，國基日固。惜自同治年間，日漸積弱，外有列強觀覦，皇帝無能，局勢處於動盪。地方官吏，為之苟且偷安，欺壓百姓，中飽私囊。遂有鐵膽英雄，挺為俠盜，劫富濟貧，貪官污吏，為之聞聲喪膽。

## 主要角色
故事以三位主線人物組成：杜子飛（何家勁飾）、雷破天（曾偉權飾）、周放屠（梁小龍飾）。
杜子飛：行蹤飄忽，專門劫富濟貧、替天行道的獨行盜賊“留香一陣風”，令貪官污吏無不聞風喪膽，其真正身份戲班反串花旦杜子飛，他領導小刀會與貪官秦平嶽對抗，秦對其恨之入骨。杜子飛從師杜三娘學藝，共同撐起戲班的演出，其後子飛身份終被識破，令他吃驚的是，師父三娘就是他的親娘，秦平嶽是他的生父。
雷破天：破天敬重“留香一陣風”的俠義行為，結為好友，立心要當武狀元做好官。雷家大伯雷懷文殺害雷破天親父雷懷武，雷破天高中武狀元，誰知衣錦還鄉途中遇刺，失去記憶，後恢復記憶手刃雷懷文為父報仇，更不值秦平嶽的所作所為而辭官。
周放屠：子飛師弟，奉母至孝，後周母被秦平嶽的爪牙所殺，最後與師兄杜子飛聯手對付秦，秦平嶽多行不義必自斃，最終栽在正義的手裡，從此江湖上出現了三個俠盜“留香一陣風”。

### 演員表
| 演員     | 飾演           | 介紹 |
| -------- | -------------- | --- |
| 何家勁   | 杜子飛         | 武功高強，日間為娘娘腔的花旦，夜間變身為“留香一陣風”劫富濟貧，後成為小刀會總舵主。                                       |
| 徐二牛   | 秦平嶽         | 武狀元出身，官至總督大人，元陰掌武功高強，為求升官，不擇手段，心狠手辣。與杜三娘為舊情侶，是杜子飛生父。                 |
| 葉玉萍   | 秦素貞         | 秦平嶽之獨女，自幼喪母，任性刁蠻，但深得秦平嶽喜愛，性格愛抱不平，因不滿父親處事作風而與父衝突。                         |
| 梁小龍   | 周放屠         | 起初是村內小霸王，行為不覊放縱，武功底子好，奉母至孝，後得韋俊收為徒改過自新，母遇害後誓殺秦平嶽報仇。                   |
| 黎 宣    | 朱嬌           | 周放屠之母，雙目失明，武功好，與死去的丈夫曾是闖盪江湖的俠侶，后为就周放屠而死在孟海刀下。                               |
| 董 標    | 忤作九(韋俊)   | 杜子飞义父，武功高強，因杜三娘之關係而將武狀元之位讓予秦平嶽，後以忤作行業為生，醫術高明。                               |
| 李麗麗   | 杜三娘         | 戲班老闆，杜子飛生母，與秦平嶽愛恨難分。                                                                                 |
| 吳 回    | 喃嘸四         | 忤作九四哥，以忤作行業為生，最後為救眾人而死。                                                                           |
| 曹達華   | 蘇森           | 曾為捕頭，終日要捉拿留香一陣風，最終了郤心願激動而死。                                                                   |
| 馬敏兒   | 蘇眉           | 蘇森獨女，武功高強，心屬杜子飛，最後為救眾人中冷箭而死。                                                                 |
| 曾偉權   | 雷破天         | 武功高強，與杜子飛結拜為兄弟，考取今科武狀元後被雷怀文派人伏兵打成重伤，继而為雷奀偷袭所害失去記憶，後恢復記憶為父報仇。 |
| 鄭 雷    | 雷懷文         | 雷家大少，好赌成瘾，武功高強，為人贪财陰險，為了雷家產業而殺害胞弟，終為雷破天所殺。                                     |
| 陳觀泰   | 雷懷武         | 雷家二少，破天之父，武功高強，為人正直不倚，後惟其兄所殺。                                                               |
| 馮 真    | 周美蓮(懷文妻) | 雷懷武之妻。 |
| 黃又平   | 謝婉均         | 雷破天表妹，深愛雷破天。                                                                                                 |
| 文雪兒   | 李春花         | 原為王家妹仔，後嫁與失憶的雷破天。雷破天恢復記憶後，兩人依然恩愛。                                                       |
| 阮令濤   | 雷奀           | 雷破天書僮，雷破天考取今科武狀元後為其偷袭所害失憶，假冒雷破天當官，凌辱百姓，一心想當秦平嶽之婿，後身份被揭而被處斬。   |
| 伍永森   | 師爺           | 雷奀師爺。 |
| 蔡國慶   | 提督大人       | 正直不柯，為雷破天翻案恢復武狀元身份。                                                                                   |
| 甘 山    | 孟海           | 秦平嶽手下，疼愛胞妹，但為人自私自利，行事陰險，終為周放屠所殺。                                                         |
| 徐寶鳳   | 孟小燕         | 自幼雙目失明，與秦素貞雖為主僕關係，但情如姊妹，得韋俊醫治後雙目恢復視力，心屬周放屠，最後為救眾人而死於秦平嶽之手。     |
| 楊家安   | 招保           | 孟小燕隨從。 |
| 譚榮傑   | 胡威           | 秦平嶽手下，忌材排擠孟海，為救秦平嶽而受傷，從而受秦平嶽賞識。                                                           |
| 梁漢威   | 劉川           | 原為小刀會總舵主，後敬重杜子飛，將總舵主之位讓予杜。                                                                     |
| 鄭恕峰   | 張一龍         | 小刀會成員。 |
| 許堅信   | 王老爺         | 王家老爺，垂涎春花美色，日思夜想納春花為妾。                                                                             |
| 梁舜燕   | 王夫人         | 王家夫人，妒忌王老爺愛惜春花，遂將春花許配與失憶的雷破天，後更將她逐離王家。                                             |
| 司馬華龍 | 高君亮         | 東平鎮富家，为人势利，由于自己女儿被非礼而举行比武招亲，但得知女儿没被强暴就对这贫寒出身的比武胜利者周放屠翻脸不认账。   |
| 張 瑛    | 安大人         | 欽差大臣。 |
| 李愛華   | 高雪凝         | 高家千金，傾慕留香一陣風。                                                                                               |
| 朱德惠   | 淫賊           | 常假冒留香一陣風，四處採花，終被捕。                                                                                     |
| 劉一帆   | 馬知縣         | 東平鎮知縣，貪財欺壓百姓。                                                                                               |
| 蕭山仁   | 師爺           | 馬知縣師爺。 |
| 陳中堅   | 主考官         | 武狀元殿試主考官。 |
| 陳植槐   | 陳二           | |
| 良 鳴    | 槐五           | |
| 許英秀   | 馬六           | |
| 譚德成   | 周小友         | |
| 梁志琪   | 周小友         | |

## 軼事
此劇是張瑛生前是至今為止最後一部電視劇。